# Transat Café L'Or 2025
Navigation
2023 2027
La Transat Café L'Or 2025 est la dix-septième édition de la Transat Café L'Or (première sous cette appellation), course à la voile en double. Le départ sera donné le dimanche 26 octobre 2025 à différents horaires. L'épreuve relie Le Havre à la baie de Fort-de-France (Martinique).
Quatre types de voiliers sont engagés, ce qui donne lieu à quatre classements : les Ultime (multicoques de 32 × 23 mètres), les Ocean Fifty (multicoques de 50 pieds), les Imoca (monocoques de 60 pieds) et les Class40 (monocoques de 40 pieds).

## Type de bateau
Quatre classes de bateaux sont donc admises à participer :
- des voiliers monocoques d'une longueur maximale de 60 pieds (18,288 mètres). Ces bateaux doivent répondre aux règles de la classe Imoca ;
- des voiliers monocoques dont la longueur est de 40 pieds, soit 12,19 m. Ces bateaux doivent répondre aux règles de la classe Class40 ;
- des voiliers multicoques de 32 × 23 mètres répondant aux règles de la classe Ultime ;
- des voiliers multicoques dont la longueur est de 50 pieds soit 15,24 m. Ces bateaux doivent répondre aux règles de la classe Ocean Fifty.

## Parcours
Les concurrents sont tenus de respecter les différents dispositifs de séparation du trafic (DST) rencontrés : île d'Ouessant, cap Finisterre, cap Saint-Vincent et îles Canaries. Ils doivent également respecter deux zones d'exclusion côtières : le long des côtes de Mauritanie et le long des côtes nord de l'Amérique du Sud. La distance du parcours théorique diffère selon la catégorie des voiliers :
- Ultim : 6200 milles nautiques (entre 10 et 14 jours)
- Ocean Fifty : 4600 milles nautiques (entre 10 et 14 jours)
- IMOCA : 4350 milles nautiques (entre 10 et 14 jours)
- Class40 : 3750 milles nautiques (entre 12 et 16 jours)

Départ
Les quatre départs du Havre sont prévus le 26 octobre 2025. Chaque classe possède son créneau de départ :
| Heure prévue | Classe      |
| ------------ | ----------- |
|              | Ultime      |
|              | Ocean Fifty |
|              | IMOCA       |
|              | Class40     |

Marques de passage
- Les Ultim vont descendre jusqu’au waypoint "Ascension" dans l’hémisphère Sud, laisser le waypoint sur tribord remonter le long des côtes brésiliennes;
- Les Ocean Fifty vont descendre jusqu’au Cap-Vert et laisser l’île de Sal sur tribord;
- Les IMOCA vont descendre jusqu’aux Îles Canaries et laisser l’archipel sur tribord;
- Les Class40 vont bénéficier descendre jusqu’aux Açores et laisser l’archipel sur tribord.

Arrivée
La ligne d’arrivée à Fort-de-France en Martinique fermera le 20 novembre.

## Règlement
Un bateau peut faire escale dans un port pour réparer et recevoir assistance de son équipe, sachant que l'escale ne peut être d'une durée inférieure à quatre heures. Le routage depuis la terre n'est autorisé que pour les Ultime et les Ocean Fifty.
Pour la première fois, le retour à la voile est obligatoire pour supprimer l'impact émission carbone des retours en cargos.

## Dotations, prix
Une dotation financière est versée aux vainqueurs selon les classes des bateaux.
| Classe      | 1re      | 2e       | 3e       | 4e       | 5e       |
| ----------- | -------- | -------- | -------- | -------- | -------- |
| Class40     | 20 000 € | 15 000 € | 10 000 € | 06 000 € | 04 000 € |
| IMOCA       | 60 000 € | 30 000 € | 20 000 € | 15 000 € | 10 000 € |
| Ocean Fifty | 20 000 € | 12 000 € | 08 000 € |          |          |
| Ultim       | 30 000 € | 20 000 € | 10 000 € |          |          |

## Participants

### Ultime
Les informations sur les arrivées des bateaux proviennent en général du site officiel de la course. Les vitesses sont données en nœuds et les distances en milles.
| Classe Ultime (5 inscrits) | Classe Ultime (5 inscrits) | Classe Ultime (5 inscrits) | Classe Ultime (5 inscrits) | Classe Ultime (5 inscrits) | Classe Ultime (5 inscrits) | Classe Ultime (5 inscrits) | Classe Ultime (5 inscrits) | Classe Ultime (5 inscrits) | Classe Ultime (5 inscrits) |
| Concurrents                | Concurrents                | Bateau                     | Bateau                     | Arrivée                    | Arrivée                    | Arrivée                    | Arrivée                    | Arrivée                    | Arrivée                    |
| Skipper 1                  | Skipper 2                  | Nom                        | Lancé                      | Rang                       | Date                       | Temps                      | Moyenne théorique          | Moyenne réelle             | Distance réelle            |
| -------------------------- | -------------------------- | -------------------------- | -------------------------- | -------------------------- | -------------------------- | -------------------------- | -------------------------- | -------------------------- | -------------------------- |
| Anthony Marchand           | Julien Villion             | Actual Ultim 4             | 2017                       |                            |                            |                            |                            |                            |                            |
| Armel Le Cléac'h           | Sébastien Josse            | Banque populaire XI        | 2021                       |                            |                            |                            |                            |                            |                            |
| Thomas Coville             | Benjamin Schwartz          | Sodebo Ultim 3             | 2019                       |                            |                            |                            |                            |                            |                            |
| Tom Laperche               | Franck Cammas              | SVR Lazartigue             | 2021                       |                            |                            |                            |                            |                            |                            |

### Ocean Fifty
Les informations sur les arrivées des bateaux proviennent en général du site officiel de la course. Les vitesses sont données en nœuds et les distances en milles.
| Classe Ocean Fifty : multicoques 50 pieds (? inscrits) | Classe Ocean Fifty : multicoques 50 pieds (? inscrits) | Classe Ocean Fifty : multicoques 50 pieds (? inscrits) | Classe Ocean Fifty : multicoques 50 pieds (? inscrits) | Classe Ocean Fifty : multicoques 50 pieds (? inscrits) | Classe Ocean Fifty : multicoques 50 pieds (? inscrits) | Classe Ocean Fifty : multicoques 50 pieds (? inscrits) | Classe Ocean Fifty : multicoques 50 pieds (? inscrits) | Classe Ocean Fifty : multicoques 50 pieds (? inscrits) | Classe Ocean Fifty : multicoques 50 pieds (? inscrits) |
| Concurrents                                            | Concurrents                                            | Bateau                                                 | Bateau                                                 | Arrivée                                                | Arrivée                                                | Arrivée                                                | Arrivée                                                | Arrivée                                                | Arrivée                                                |
| Skipper 1                                              | Skipper 2                                              | Nom                                                    | Lancé                                                  | Rang                                                   | Date                                                   | Temps                                                  | Moyenne théorique                                      | Moyenne réelle                                         | Distance réelle                                        |
| ------------------------------------------------------ | ------------------------------------------------------ | ------------------------------------------------------ | ------------------------------------------------------ | ------------------------------------------------------ | ------------------------------------------------------ | ------------------------------------------------------ | ------------------------------------------------------ | ------------------------------------------------------ | ------------------------------------------------------ |

### IMOCA
Les informations sur les arrivées des bateaux proviennent en général du site officiel de la course. Les vitesses sont données en nœuds et les distances en milles.
| Classe IMOCA : monocoques 60 pieds (? inscrits) | Classe IMOCA : monocoques 60 pieds (? inscrits) | Classe IMOCA : monocoques 60 pieds (? inscrits) | Classe IMOCA : monocoques 60 pieds (? inscrits) | Classe IMOCA : monocoques 60 pieds (? inscrits) | Classe IMOCA : monocoques 60 pieds (? inscrits) | Classe IMOCA : monocoques 60 pieds (? inscrits) | Classe IMOCA : monocoques 60 pieds (? inscrits) | Classe IMOCA : monocoques 60 pieds (? inscrits) | Classe IMOCA : monocoques 60 pieds (? inscrits) |
| Concurrents                                     | Concurrents                                     | Bateau                                          | Bateau                                          | Arrivée                                         | Arrivée                                         | Arrivée                                         | Arrivée                                         | Arrivée                                         | Arrivée                                         |
| Skipper 1                                       | Skipper 2                                       | Nom                                             | Lancé                                           | Rang                                            | Date                                            | Temps                                           | Moyenne théorique                               | Moyenne réelle                                  | Distance réelle                                 |
| ----------------------------------------------- | ----------------------------------------------- | ----------------------------------------------- | ----------------------------------------------- | ----------------------------------------------- | ----------------------------------------------- | ----------------------------------------------- | ----------------------------------------------- | ----------------------------------------------- | ----------------------------------------------- |

### Class40
Les informations sur les arrivées des bateaux proviennent en général du site officiel de la course. Les vitesses sont données en nœuds et les distances en milles.
| Class40 : monocoques 40 pieds (? inscrits) | Class40 : monocoques 40 pieds (? inscrits) | Class40 : monocoques 40 pieds (? inscrits) | Class40 : monocoques 40 pieds (? inscrits) | Class40 : monocoques 40 pieds (? inscrits) | Class40 : monocoques 40 pieds (? inscrits) | Class40 : monocoques 40 pieds (? inscrits) | Class40 : monocoques 40 pieds (? inscrits) | Class40 : monocoques 40 pieds (? inscrits) | Class40 : monocoques 40 pieds (? inscrits) |
| Concurrents                                | Concurrents                                | Bateau                                     | Bateau                                     | Arrivée                                    | Arrivée                                    | Arrivée                                    | Arrivée                                    | Arrivée                                    | Arrivée                                    |
| Skipper 1                                  | Skipper 2                                  | Nom                                        | Lancé                                      | Rang                                       | Date                                       | Temps                                      | Moyenne théorique                          | Moyenne réelle                             | Distance réelle                            |
| ------------------------------------------ | ------------------------------------------ | ------------------------------------------ | ------------------------------------------ | ------------------------------------------ | ------------------------------------------ | ------------------------------------------ | ------------------------------------------ | ------------------------------------------ | ------------------------------------------ |